# Charles Wesley Tuttle
Charles Wesley Tuttle (1. studenoga 1829. – 17. srpnja 1881.), američki astronom, brat astronoma Horacea Parnella Tuttlea (17. ožujka 1837. – 16. kolovoza 1923).